# Second Voice
Als second voice oder auch support voice werden in der Musikproduktion jene Stimmen genannt, die andere Hauptstimmen unterstützen und verstärken.

## Vorgehensweise
Die zusätzliche Stimme wird dazu getrennt aufgenommen und einer ersten Stimmspur mit vergleichsweise geringer Lautstärke zugemischt, sodass sie kräftigend wirkt, ohne jedoch selbst deutlich gehört zu werden. Der Gesamtklang ändert sich dadurch nur minimal. Diese Vorgehensweise ist eine reine Mischtechnik und darf nicht mit einer echten zweiten Stimme ähnlicher Lautstärke mit meist anderer Melodie verwechselt werden, die der musikalischen Ausgestaltung durch Bildung von Terzen und anderen Mehrklängen dient.

## Instrumentale Musik
Im Bereich instrumentaler Musik kann dies z. B. ein untertöniger Bass sein, welcher eine Oktave tiefer spielt und den Hauptbass verstärkt. Es kann aber auch einfach nochmals das gleiche Instrument genommen und zugemischt werden. Im Gegensatz zum künstlichen Chorus, der durch eine technische Verdopplung von Stimmen erzielt wird, erreicht man mit einer second voice einen Effekt von Natürlichkeit und die Möglichkeit der klanglichen Koloration. Vereinzelt werden mit dieser Technik aber auch Ausdrucks- und Spielschwächen der ersten Stimme im Nachhinein ausgeglichen. Dies kann so weit gehen, dass man beide Stimmen kurzzeitig im Pegel invertiert und so die Ersatzstimme so nicht mehr nur einfach additiv kolorierend wirkt, sondern ebenbürtig oder gar dominant steht. Ein bekannter Fall hierfür sind einige CD-Produktionen des Trompeters Stefan Mross, bei denen die eigentlich unterstützende Stimme eines belgischen Studiomusikers an den meisten Stellen viel lauter ist, als die Trompete von Mross. Damit spielt Mross im Grunde die Zusatzstimme zum belgischen Trompeter. Dies veranlasste den Studiomusiker später, gegen Mross zu klagen, um mehr Tantiemen als Aufführender im Sinne der GVL herauszuschlagen. Nach einem Prozess vor dem Landgericht Frankfurt sollen sich beide Parteien geeinigt haben.

## Vokale Musik
Auch im Bereich vokaler Musik wird dieses Stilmittel oft eingesetzt, um dünnen Stimmen mehr Ausdruck zu verleihen: Eine zweite Sängerin singt exakt dieselbe Passage im Nachhinein ein zweites Mal ein und verstärkt so die erste in subtiler Weise. Dabei verstehen es besonders gut intonierende Sänger und Sängerinnen, die vorgegebene Melodie in wichtigen Passagen mit leicht abweichender Tonhöhe zu singen und so den Noten durch die einsetzende Schwebung besonders viel klangliche Fülle zu verleihen. In Einzelfällen werden auch unterschwellige blue notes und echte Spannungsnoten eingeführt.
Es kommt auch nicht selten vor, dass leicht verunglückte Produktionen mit künstlich hochpromoteten Musikern oder rein optischen Performern, die des Singens nicht sonderlich mächtig sind, mit Stimmen gut ausgebildeter Sänger untermauert werden. Bisweilen nutzen Produzenten diese Vorgehensweise sogar, um ihren Frontsängern überhaupt erst einmal vernünftige Stimmen zu verleihen. Bekannteste Beispiele sind Boney M und Milli Vanilli, bei denen nachweislich völlig andere Personen gesungen haben. In diesen Fällen kann natürlich keine Rede mehr von „second voice“-Technik sein, sondern man müsste von Stimmersatz, so genanntem „replacing“, sprechen.

## Moderne Musik
Im Bereich der Popmusik und elektronischen Dancemusic ist die „second voice“-Technik heute fast schon der Standard, wobei jedoch hier oft auch einfach Stimmverdopplung betrieben wird. Dabei werden die Zusatzstimmen im Bereich Dance inzwischen gezielt mit ähnlichem Pegel eingesetzt. Man hört so fast nie eine Stimme allein, sondern es erklingen immer mehrere Anteile. Die Grenzen zu einem echten Duo, bzw. Background-Gesang, sind hier naturgemäß fließend.
Zahlreiche Sänger und Sängerinnen haben auf diese Weise bereits den Weg in Produktionen gefunden und sind auf vielen CDs zu hören, ohne selbst je aufgetreten oder sichtbar gewesen zu sein. Gut ausgebildete und talentierte Künstler schaffen so oft den Sprung ins Rampenlicht. Beispiele sind Shanna Nova, Kim Sanders und Heather Small. Nicht wenige Musiker bleiben jedoch ein ganzes Musikerleben im Hintergrund. Gründe sind oft eine mangelnde Livefähigkeit, ein nicht startaugliches Äußeres, aber auch eine Abneigung gegen Öffentlichkeit oder ein ausgeprägtes Lampenfieber.